# 韦茨堡 (华盛顿州)
韦茨堡（英文：Waitsburg），是美国华盛顿州瓦拉瓦拉县下属的一座城市。根据 2000年美国人口普查，该市有人口1,212人。根据2010年美国人口普查，该市有人口1,217人。而2011年估计该市有1,235人。